# 日下部元孝
日下部 元孝（くさかべ もとたか）は、日本の編集技師。

## 主な作品

### 映画
編集助手
- ぼくらの七日間戦争2（1991年・ネガ編集）
- 代打教師 秋葉、真剣です!（1991年・ネガ編集）
- バカヤロー!4 YOU! お前のことだよ（1991年・ネガ編集）
- 喜多郎の十五少女漂流記（1992年・ネガ編集）
- ナンミンロード （1992年）
- 遠き落日（1992年・ネガ編集）
- 未来の想い出（1992年・ネガ編集）
- スウィートルーム（1993年・ネガ編集）[Vシネマ]
- サイレントメビウス外伝 幕末闇婦始末記（1993年）[Vシネマ]
- ダボ DAVO（1993年）[Vシネマ]
- 乳房 （1993年）
- 月はどっちに出ている （1993年）
- ゲンセンカン主人 （1993年）
- パッパカパー2 ～女も競馬も一点勝負! 北海道篇～（1994年）[Vシネマ]
- パッパカパー3 ～神様、奇跡をありがとう 岩手水沢篇～（1994年）[Vシネマ]
- パッパカパー4 ～桃は咲いたか、桜はまだか…山梨塩山篇～（1994年）[Vシネマ]
- 新・百合族2 もう森へなんか行かない（1994年）[Vシネマ]
- 新宿欲望探偵（1994年）
- 特別交通機動隊 バトルチェイス（1994年）[Vシネマ]
- SPECIAL TRAFIC RIOT POLICE 特交機PC110（1994年）[Vシネマ]
- 119 （1994年）
- 新・百合族3 ビリティスはいくつの失恋を歌う？（1995年）[Vシネマ]
- 激安王 通天の角 酒販の巻（1995年）[Vシネマ]
- 君を忘れない （1995年）
- ファンキー・モンキー・ティーチャー FOREVER ワクワク秘密の花園の巻（1995年）[Vシネマ]
- ガメラ 大怪獣空中決戦 （1995年）
- ラブホテルの夜（1996年）[Vシネマ]
- 男たちのかいた絵 （1996年）
- 新・居酒屋ゆうれい（1996年）
- ガメラ2 レギオン襲来 （1996年）
- ラブホテルの夜 Special（1997年）[Vシネマ]
- 学校の怪談3 （1997年）
- デボラがライバル（1997年）
- 悪の華 （1997年）
- OL忠臣蔵 （1997年）
- プープーの物語 （1998年）
- 元気の神様（1998年・ネガ編集）
- 愛を乞うひと （1998年）
- 黒の天使 Vol.2 （1999年）
- はつ恋 （2000年）
- ジュブナイル （2000年）
- 世にも奇妙な物語 映画の特別編 （2000年・フィルム編集）
- アカシアの道（2001年）
- 東京マリーゴールド （2001年・ネガ編集）
- 静かなるドン11・12（2001年）[Vシネマ]
- 真夜中まで （2001年）
- ピストルオペラ （2001年）
- チキン・ハート （2002年）
- 笑う蛙 （2002年）
- 花と蛇 （2003年）
- レディ・ジョーカー （2004年）

編集
- アンチェイン （2001年）
- 青い春 （2002年）
- 棒たおし! （2003年）
- ナイン・ソウルズ （2003年）
- ラブドガン （2004年）
- 東京タワー Tokyo Tower （2005年）
- 空中庭園 （2005年）
- 三年身籠る （2006年）
- ウォーターズ （2006年）
- 陽気なギャングが地球を回す （2006年）
- 重松清「愛妻日記」より『ソースの小壜』 （2006年）
- フリージア （2007年）
- となり町戦争 （2007年）
- 檸檬のころ （2007年）
- ちーちゃんは悠久の向こう （2008年）
- R246 STORY『ありふれた帰省』『弁当夫婦』 （2008年）
- フレフレ少女 （2008年）
- ICHI （2008年）
- イエスタデイズ （2008年）
- ホノカアボーイ （2009年）
- カイジ 人生逆転ゲーム （2009年）
- ランデブー! （2010年）
- RAILWAYS 49歳で電車の運転士になった男の物語 （2010年）
- ソフトボーイ （2010年）
- わさお （2011年）[2]
- カイジ2 人生奪回ゲーム （2011年）
- RAILWAYS 愛を伝えられない大人たちへ （2011年）
- 桐島、部活やめるってよ （2012年）
- 渾身 KON-SHIN （2013年）
- Father 『俺の屍を越えてゆけ』（2013年）
- 小野寺の弟・小野寺の姉 （2014年）
- 暗黒女子（2017年）
- たたら侍（2017年）
- 泥棒役者（2017年）
- いちごの唄（2019年）
- プリズン13（2019年）
- 生理ちゃん（2019年）
- 高津川（2019年）
- マイ・ダディ（2021年）
- はい、泳げません（2022年）
- 僕の町はお風呂が熱くて埋蔵金が出てラーメンが美味い。（2023年）
- ほつれる（2023年）
- あるいは、ユートピア（2024年）

### テレビ
編集助手
- 夜逃げ屋本舗 1〜3話（1999年、日本テレビ）
- バカヤロー!2000 ニッポン人の怒りが爆発する!! （2000年、日本テレビ）
- 鉄甲機ミカヅキ -序夜-（2000年、フジテレビ）
- プライムサスペンス「撃つ薔薇」 -（2001年、WOWOW）

編集
- はみだし刑事情熱系 最終章（2004年、テレビ朝日）
- 追跡〜失踪人捜査官・石森新次郎 （2008年、TBS）[3]
- マジすか学園3 （2012年、テレビ東京）
- G1 DREAM （2013年、BSフジ）[3]
- 今日の日はさようなら （2013年、日本テレビ）
- ラギッド! （2015年、NHK BSプレミアム）
- ど根性ガエル （2015年、日本テレビ）
- 奇跡の人 （2016年、NHK BSプレミアム）
- フランケンシュタインの恋（2017年、日本テレビ）
- 時代をつくった男 阿久悠物語（2017年、日本テレビ）
- トドメの接吻（2018年、日本テレビ）
- マリオ～AIのゆくえ～（2018年、NHK BSプレミアム）
- 知らなくていいコト（2020年、日本テレビ）
- セイレーンの懺悔（2020年、WOWOW）
- 悲熊（2020年、NHK総合）
- 文豪少年!〜ジャニーズJr.で名作を読み解いた〜（2021年、WOWOW）
- 悲熊season2（2021年、NHK総合）
- ムチャブリ! わたしが社長になるなんて （2022年、日本テレビ）
- 私小説  -発達障がいのボクが純愛小説家になれた理由- （2023年、テレビ朝日）
- 初恋、ざらり （2023年、テレビ東京）
- 舟を編む 〜私、辞書つくります〜 （2024年、NHK BSプレミアム4K）
- ジョフウ 〜女性にxxxxって必要ですか？〜 （2025年、テレビ東京）

### WEB配信
- 株式会社グレーゾーン・エージェンシー（2020年、YouTube Premium ）

受賞歴
- 2013年 第36回日本アカデミー賞：最優秀編集賞（桐島、部活やめるってよ）
- 2013年 第7回アジア・フィルム・アワード：最優秀編集賞（桐島、部活やめるってよ）